# Larciano
Larciano là một đô thị ở tỉnh Pistoia trong vùng Toscana, có vị trí cách khoảng 30 km về phía tây của Florence và khoảng 13 km về phía nam của Pistoia. Tại thời điểm 31 tháng 12 năm 2004, đô thị này có dân số 6.028 và diện tích 24.9 km².
Đô thị Larciano có các frazioni (các đơn vị cấp dưới, chủ yếu là các làng) Baccane, Biccimurri, Castelmartini, Cecina, Larciano Castello, and San Rocco di Larciano.
Larciano giáp các đô thị: Cerreto Guidi, Fucecchio, Lamporecchio, Monsummano Terme, Ponte Buggianese, Serravalle Pistoiese.